# Ubaté
Ubaté, oficialmente Villa de San Diego de Ubaté, es un municipio colombiano del departamento de Cundinamarca ubicado en la Provincia de Ubaté, de la que es capital. Se encuentra en el centro del valle de Ubaté, a 95 km al nororiente de Bogotá, a 50 km de Chiquinquirá, a 45 km de Zipaquirá, 315 km de Bucaramanga y 95 km de Muzo. Ubaté es conocido como la Capital Lechera de Colombia. Tiene una población de 42 558 habitantes según el censo de 2018.

## Toponimia

### Origen lingüístico
El nombre Ubaté provine de la lengua muysccubun, perteneciente a la familia lingüística chibcha.

### Significado
El topónimo Ubaté deriva de la palabra muisca Ebaté; según Joaquín Acosta Ortegón quiere decir «Granero» o «semillero del boquerón», o «semillero de la grieta» aunque otras versiones afirman que Ebaté se traduce  como «sangre derramada» o «tierra ensangrentada». Ubate-Ebate posiblemente pertenece a la lengua general Muisca y presenta los vocablos uba "semilla, flor, rostro", eba "sangre", te "boquerón, grieta".

### Origen / Motivación
El nombre actual del municipio de Ubaté se deriva de la palabra Ebaté, poblado original ocupado por indígenas muiscas. Se localizaba en la falda del cerro Santa Bárbara, cerca del boquerón sobre el camino de Carupa.

### Nombres históricos
- Ebate (siglo XVI)
- San Diego de Alcalá (anterior a 1592)
- San Diego de Ubaté (1592)

## Historia

### Época precolombina
En la época precolombina, Ubaté fue un importante poblado muisca, habitado por los ubatences. El poblado indígena estaba cerca del Boquerón sobre el camino a carmen de carupa, por medio del cual desciende al valle del río de su mismo nombre. Los indios ubatences iban por el camino de carmen de carupa, junto con los tausanos, hasta Turtur y las tierras de los Muzos, con quienes comerciaban sal y otros productos.

### Época hispánica
La región fue descubierta de vista por Gonzalo Jiménez de Quesada en su paso de Lenguazaque a Cucunubá el 14 de marzo de 1537.
La fundación del pueblo fue hecha el 12 de abril de 1592 por el oidor Bernardo de Albornoz. En ese siglo vivió en Ubaté el platero y escultor Diego de Tapia, famoso por esculpir un Cristo de gran tamaño que fue muy venerado en el pueblo.
A mediados de 1600, cuando el oidor Luis Enríquez visitó el Rincón de Ubaté, todavía no se había hecho la iglesia. El 2 de agosto, Enríquez contrató en Cucunubá el alarife Juan de Robles para la construcción. El primer doctrinero fue Fray José Muza, a quien sucedieron los padres dominicos, y hacia 1588 los franciscanos.
En 1760 la encomienda de Ubaté le fue adjudicada a don Miguel de Cabrera y Zubía. En 1761 el curato de Ubaté tenía la categoría de primer orden, agrupaba 700 indios y 1000 blancos y mestizos. En la visita del fiscal Francisco Antonio Moreno y Escandón, iniciada el 4 de febrero de 1779, fueron registrados 1600 indios, y los vecinos eran en total, incluyendo indios, blancos y mestizos, 2043, repartidos en 491 familias.

### SigloXIX
Bajo los auspicios de la Orden Franciscana Ubaté se erigió en parroquia en 1836; la parroquia fue dirigida por los franciscanos hasta el 25 de diciembre de 1897, cuando se entregó al clero secular.
En 1883 Leonor Jiménez donó a la Orden Franciscana unos terrenos de su propiedad en la vereda Sucunchoque, para que los frailes construyeran una casa de noviciado. La toma de posesión, mediante escritura pública, la hizo el provincial fray Jesús Castillo, en presencia del obispo Bonifacio Toscano, el 10 de diciembre de 1883. La primera capilla fue inaugurada el 10 de enero de 1887 por el provincial fray Guillermo Gaitán, y la construcción del templo actual se inició en 1924.

### SigloXX
El 26 de febrero de 1906 se terminó la reconstrucción de la iglesia, que se había deteriorado, sobre planos de don Antonio Cortés Mesa. El 6 de agosto de 1921, Monseñor Medina bendijo la primera piedra para la construcción de la nueva iglesia, de estilo gótico francés, cuyos planos presentó el ingeniero Luis María Ferreira. La construcción se inició en 1927 con modificaciones hechas por el arquitecto neerlandés Antonio Staufe. La iglesia fue inaugurada el 27 de octubre de 1939, y finalmente fue bendecida por Monseñor Carlos Serna el 26 de octubre de 1941. El constructor fue Luis Antonio Espinel Baraceta (cuyo nombre es el único que realmente aparece en la placa a la entrada de la basílica), que trabajó en esta obra así como en otras iglesias de Cundinamarca, como la de Sesquilé y la de Ubaque, entre otras.
De 1951 a 1968 funcionó la casa de noviciado de los franciscanos. El convento volvió a ser sede del noviciado por decreto del 13 de enero de 1978, del definitorio general, lo transfirió del convento de San Buenaventura. El 10 de enero el obispo de Zipaquirá monseñor Rubén Buitrago Trujillo manifestaba su agrado por la noticia de la implantación de la casa noviciado en el convento de San Luis de Ubaté. El claustro antiguo, sede del noviciado, y el templo fueron sometidos a obras de remodelación que habiéndose iniciado en octubre de 1989, culminaron en octubre de 1991.

## Geografía

### Límites municipales
Ubaté está delimitado por los siguientes municipios
| Noroeste: Susa          | Norte: Fúquene                     | Nordeste: Guachetá |
| Oeste: Carmen de Carupa |                                    | Este: Lenguazaque  |
| Suroeste: Sutatausa     | Sur: Sutatausa (Laguna de Palacio) | Sureste: Cucunubá  |

### División administrativa
Aparte de su Cabecera municipal, tiene bajo su jurisdicción los siguientes centros poblados: Guatancu, Palogordo, San Luis, Tausavita Alto, Tausavita Bajo, Volcán Bajo

## Sitios de interés

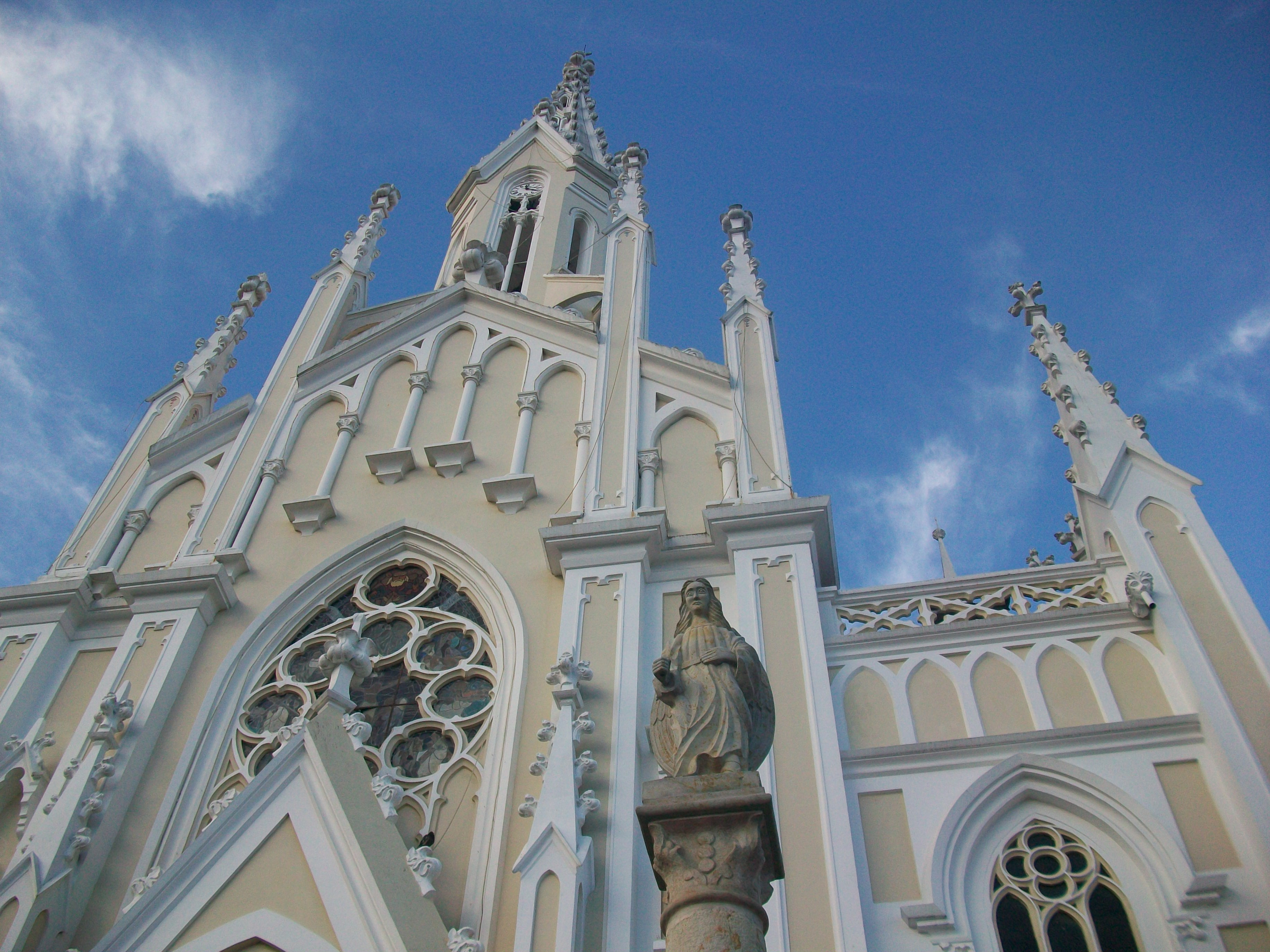
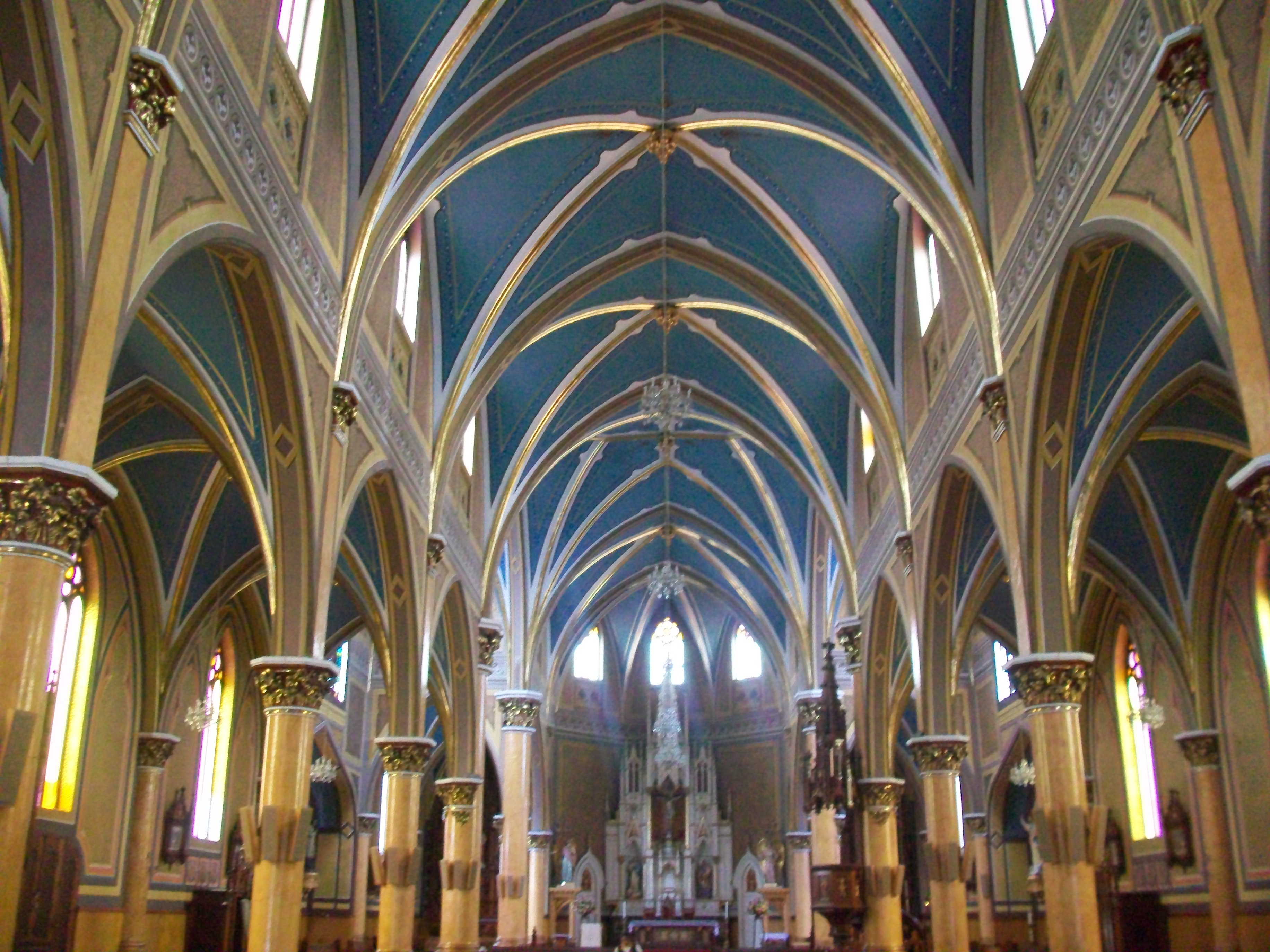
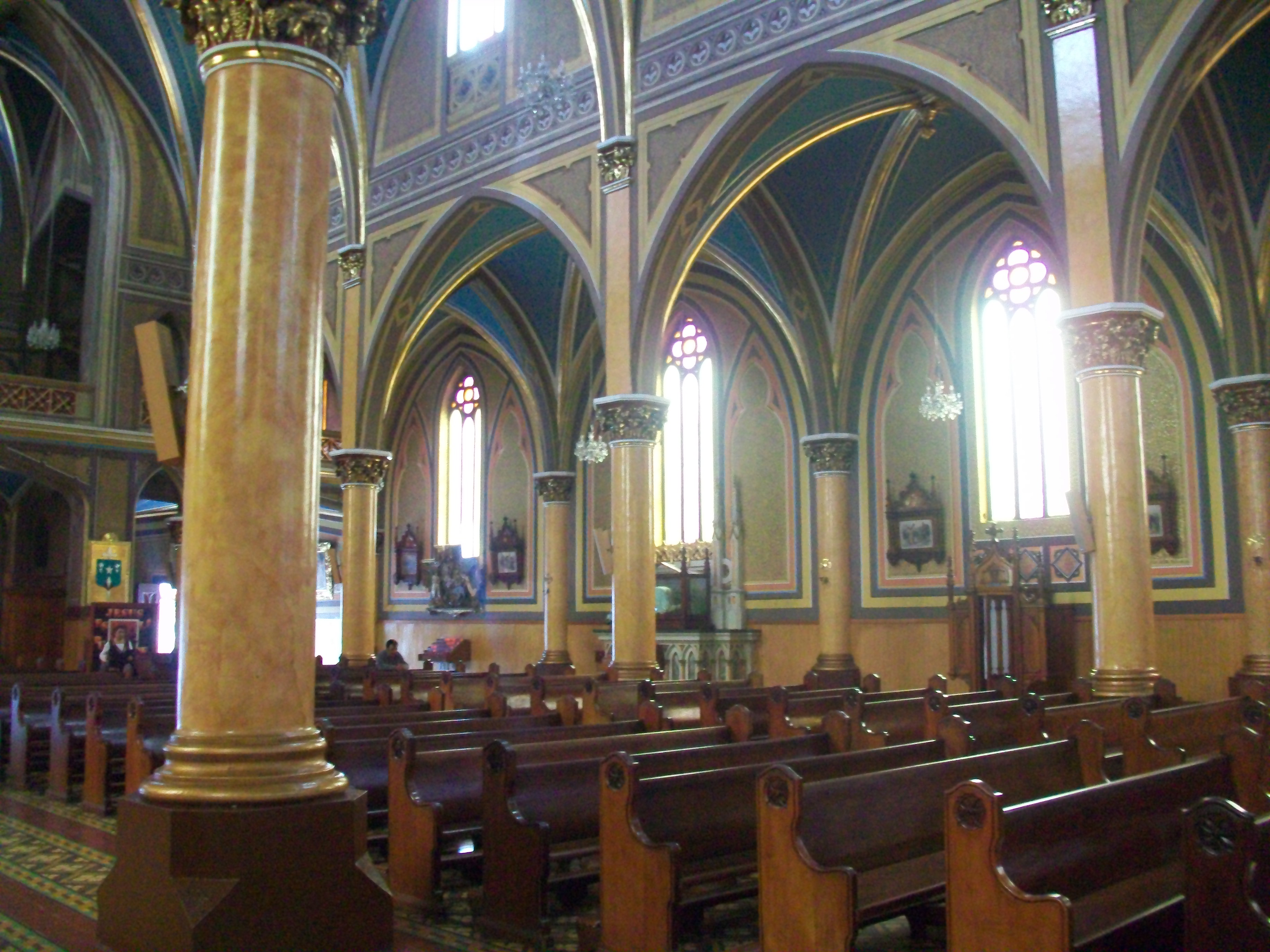
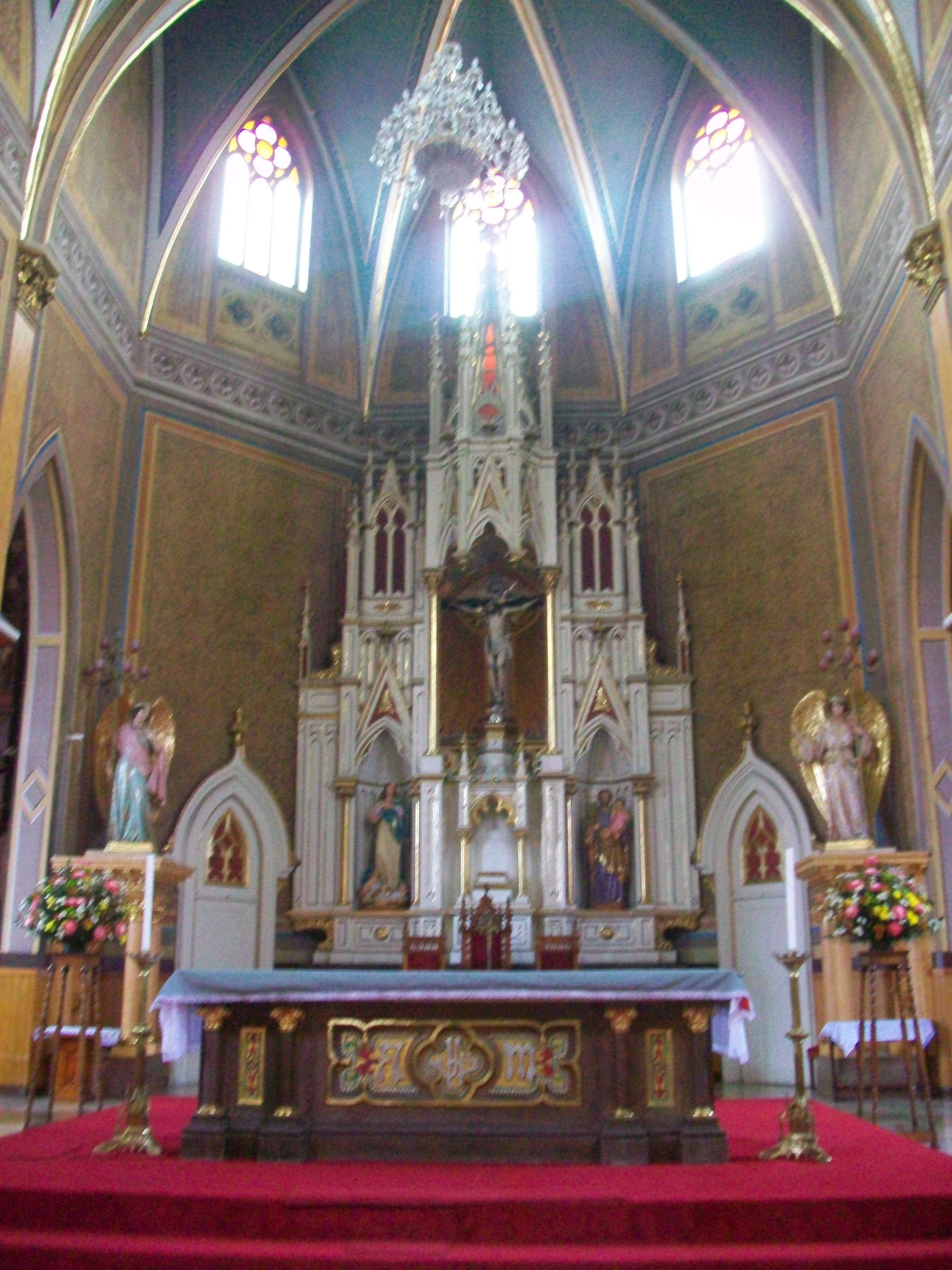
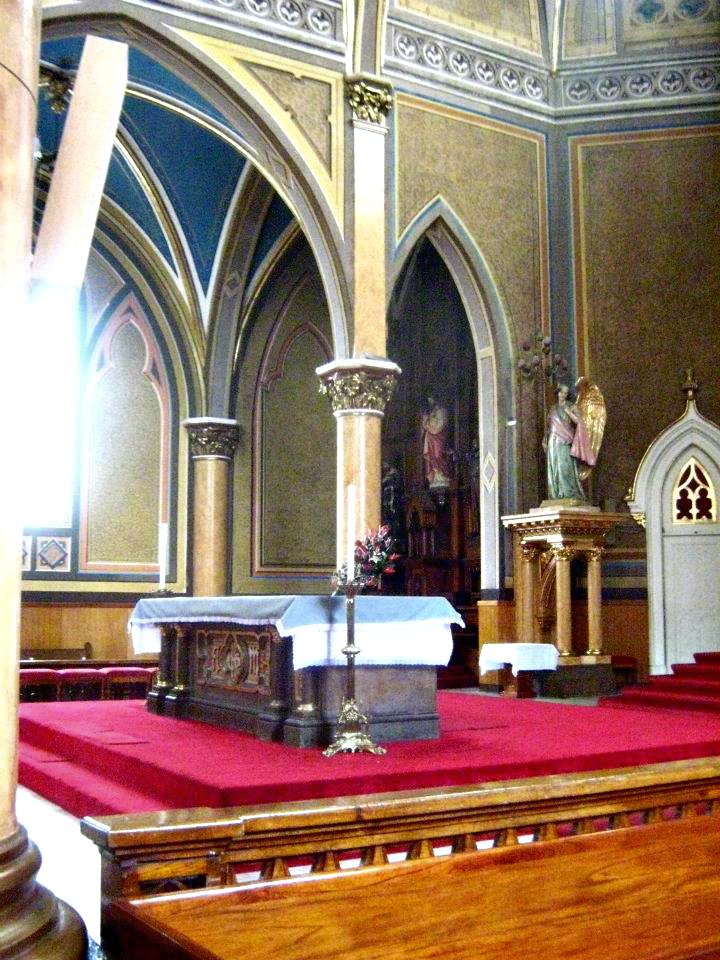

El principal atractivo turístico del municipio es la Basílica del Santo Cristo de Ubaté, de estilo gótico francés, en cuyo interior se encuentra el patrono de Ubaté, "El Milagroso Santo Cristo de Ubaté", cuya renovación se celebra con grandes romerías el 6 de agosto; otros de los atractivos de la iglesia son la pila bautismal y el rosetón en vitral en medio de la fachada. 
Se destacan las obras en madera, que hacen juego con el resto de los accesorios que en conjunto constituyen el interior de la Basílica. Otro sitio de interés es la Capilla de Santa Bárbara, en la cima de una colina al sur de la localidad.
Galería fotográfica de la Basílica del Santo Cristo de Ubaté

### Milagroso Santo Cristo de Ubaté

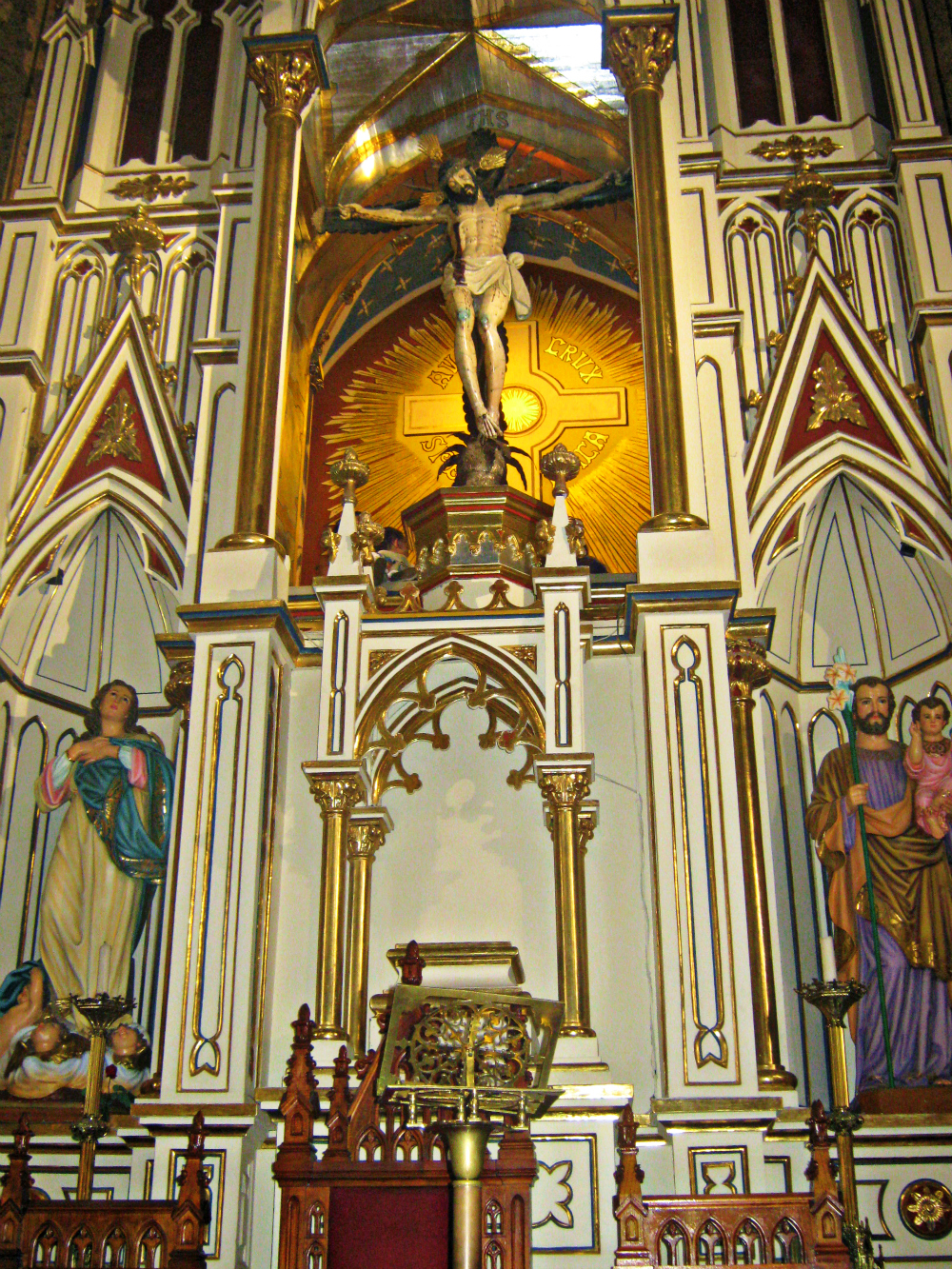
Retablo con el Santo Cristo de Ubaté al interior de la Basílica.

Modelado por el platero Diego de Tapia, en principio mostraba una tosca imagen de Cristo elaborada rústicamente con materiales de la época. Por su apariencia poco atractiva a los fieles, fue relegado a un rincón de la sacristía de la iglesia de esa época; varios años permaneció allí sin que se le rindiera veneración alguna. En la Navidad de 1619, tres humildes oficiales ingresaron en la iglesia con todas sus herramientas y utensilios para orar un rato; de repente, según la tradición católica, fueron privilegiados al contemplar con asombro cómo a la imagen del Santo Cristo le brotaba sudor de su pecho, rostro y codos; los guardianes del templo, al resolver destruirlo, advirtieron que la escultura se hallaba transformada y estaba adquiriendo gran belleza. A los ocho días volvieron, y al ver sudar el rostro, los brazos y el pecho, integrándose sus partes, fueron a informar de tan prodigiosa visión a los sacerdotes Franciscanos fray Francisco Verganzo y fray Martín Blasco, quienes con un pañuelo azul, corporales y otros lienzos enjugaron el sudor de la imagen. Esa misma tarde el Cristo fue colocado cerca del púlpito donde se encontraban las imágenes de san Pedro y santa Bárbara. Al sacarlo y limpiar el sudor, se fueron observando las señales de azotes y cardenales hasta quedar una imagen perfecta.
Esta renovación permitió la organización de una cofradía para venerar la imagen. Actualmente se celebra su fiesta de renovación el 6 de agosto, cuando se ve llegar peregrinos y penitentes de todo el país. El Santo Cristo de Ubaté es uno de los pocos en el mundo que muestra una expresión agonizante en su rostro que conmueve a quien le mira.

### Otros lugares
Vereda Ojo de Agua
Este lugar, aunque en apariencia no muy distinto de cualquier otra vereda, es una de las más grandes representaciones de la cultura tradicional ubatense. Su nombre deriva del nacedero de agua situado en su parte más alta, del que tradicionalmente se abastecía a toda la zona gracias a las quebradas que se derivaban, aunque con el paso del tiempo se han ido perdiendo. 
Museo Fotográfico
Recopila en 30 imágenes la historia de la localidad desde el año 1890. Ubicado en la Casa de la Cultura, expone fotografías tomadas por David López Pachón.
Cerro de la Teta

Ubicado en la vereda Sucunchoque, presenta una altitud cercana a los 3000 m s. n. m. Cuenta con un sendero ecológico cuyo recorrido dura alrededor de una hora, con una panorámica de todo el valle que se puede divisar desde su cima.
Convento de San Luis

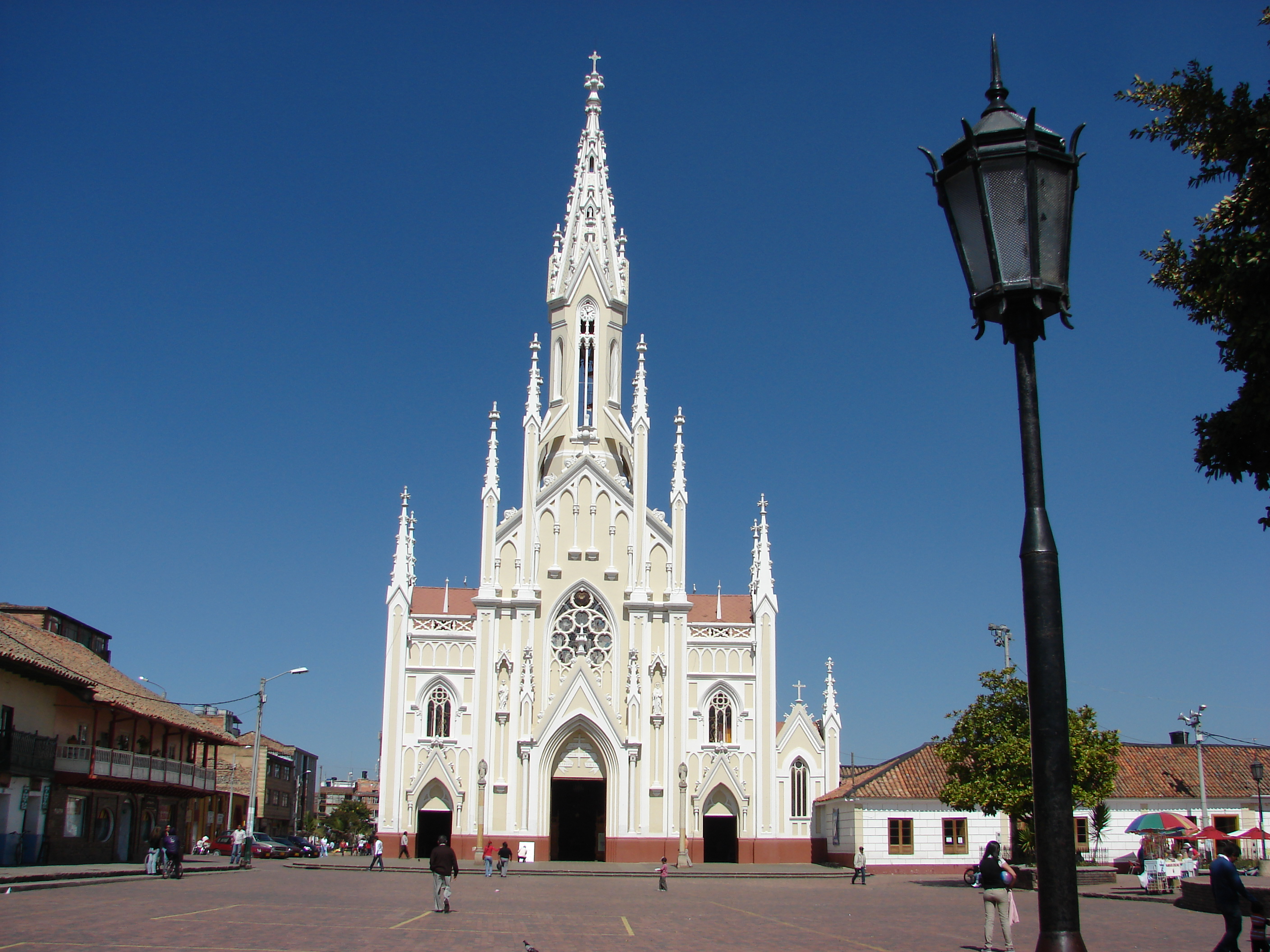
Basílica del Santo Cristo de Ubaté.

Se encuentra ubicado en la carretera vía a Carmen de Carupa. En este convento viven aún frailes. Es de admirar la belleza de su arquitectura colonial.
Capilla de Santa Bárbara

La Capilla de Santa Bárbara se construyó en el cerro que lleva su mismo nombre. Su construcción, de arquitectura colonial, se hizo a finales del siglo XIX por Don Francisco de Paula Venegas. En sus alrededores hay un hermoso parque ecológico y escalinatas. Este mirador es muy visitado, dado que nos da una panorámica de Ubaté y del hermoso valle.
Los Chorros de Soagá

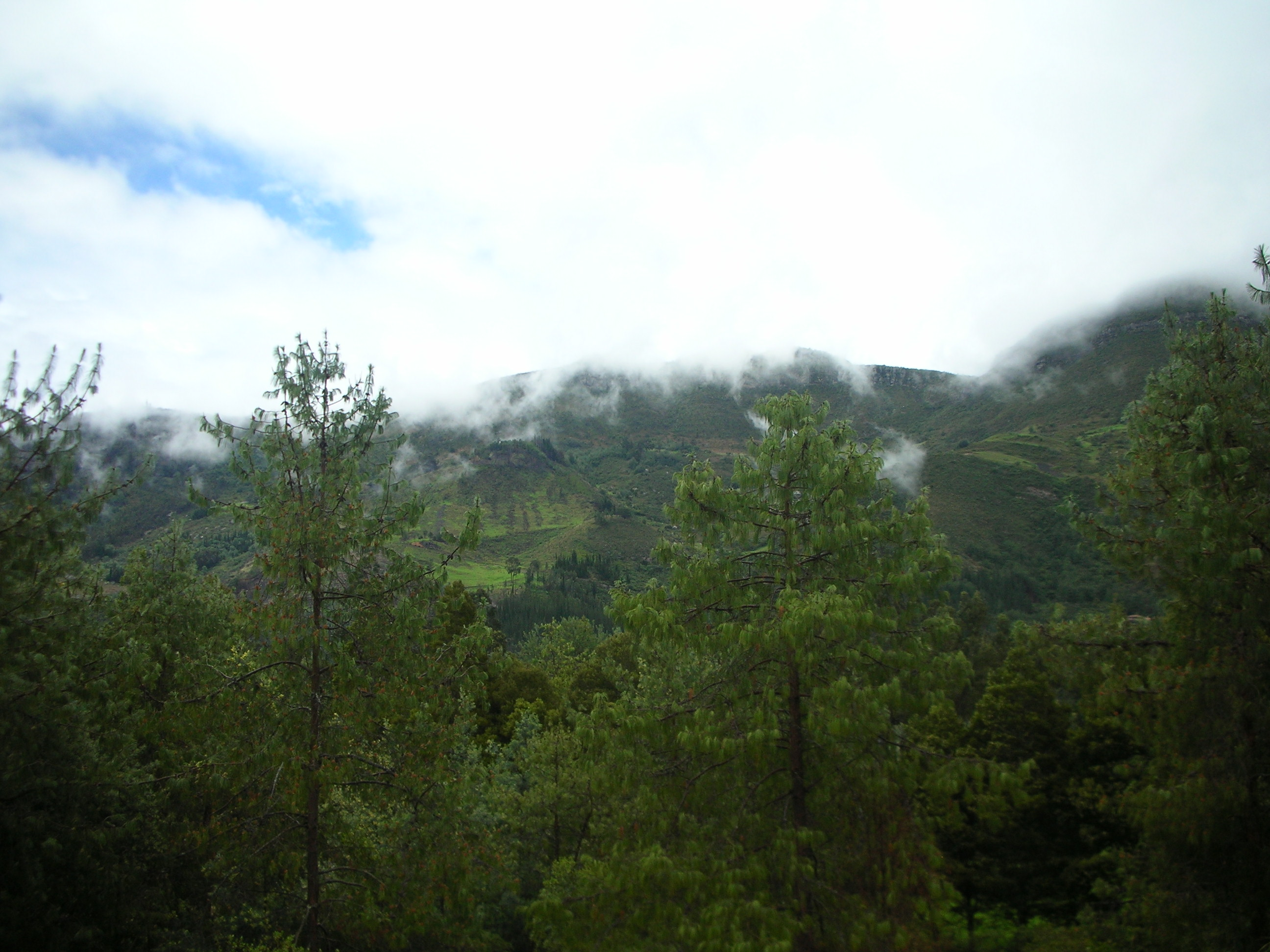
Bosque nativo en Ubaté.

Es uno de los senderos ecológicos más importantes Ubaté, ubicado a 3 km del casco urbano, reconocido desde hace más de 100 años debido a que la quebrada que lo forma servía como principal fuente de agua para el consumo de los ubatenses, pues antes de esta caída de agua se unen afluentes como San Rafael, Santa Bárbara, El Chital, Las Águilas el Chuscal y Carbona.

## Festividades
En el mes de agosto se celebra las Ferias y Fiestas en Honor al Santo Cristo que han traído turistas propios de la región y nacionales por su diversidad de eventos en honor al Santo Cristo de Ubaté. 
Entre otros eventos se encuentran el Reinado de la Simpatía Ubatense, Festival de Carrozas y Comparsas, Festival de Porras, Festival Clásico Rodante, Festival de Música de la Región Andina-Alberto Urdaneta Forero,  Festival de Danza Nacional e Internacional, Festival de Promeseros y Romerías en honor al Santo Cristo, Festival de Bandas Marciales en Conmemoración al Bicentenario de la Batalla de Boyacá, Festival de Taekwondo, Car Audio, Feria Ganadera, Expo Show Canino, Vísperas en honor al Santo Cristo, Ciclo Madrugón y Cuarto de Milla Equino.

## Economía
En el valle de Ubaté hay un importante desarrollo de la ganadería (en especial vacuna) y la agricultura (se cultivan productos de clima frío como la papa y el maíz). Ubaté aporta aproximadamente el 19 % de la producción lechera de la región con 70 830 L diarios, y comercializa un volumen cercano al 50 % de la producción total. La población vacuna se centra especialmente en la raza holstein. La localidad ha recibido el título de «Capital Lechera de Colombia».

## Movilidad
A Ubaté se llega desde el municipio de Chía por la Ruta Nacional 45A pasando por Zipaquirá y Tausa hacia el casco urbano ubatense prosiguiendo a Chiquinquirá (Boyacá) y Puente Nacional (Santander). También hay conexiones con las variantes a Carmen de Carupa, Lenguazaque, Fúquene, Cucunubá y Chocontá.

## Instituciones de educación
- Universidad de Cundinamarca - Seccional Ubaté
- Corporación Universitaria Minuto de Dios UNIMINUTO - Centro tutorial Ubaté
- Escuela Normal Superior de Ubaté.
- Institución Educativa Departamental Bruselas
- Institución Educativa Departamental Bolívar
- Institución Educativa Departamental Santa María de Ubaté
- Colegio La Presentación de Ubaté.
- Colegio Cooperativo San Francisco de Asís.
- Gimnasio de los Andes.
- Instituto de Ciencias Agroindustriales y del Medio Ambiente ICAM.
- Colegio José Antonio Galán
- Colegio Fabio Puerta Ubaté
- Colegio Liceo de los Reyes de Ubaté
- Centro Educativo Liceo Albert Einstein Ubaté

## Servicios públicos
- Energía Eléctrica: Enel, es la empresa prestadora del servicio de energía eléctrica.
- Gas Natural: Vanti es la empresa distribuidora y comercializadora de gas natural en el municipio.